# Троупянский, Фёдор Абрамович
Фёдор (Файвель, Файвиш-Мойше) Абрамович Троупянский (14 мая 1874, Одесса — 12 мая 1949, там же) — русский и советский архитектор. 

## Биография
Фёдор Абрамович Троупянский родился 1 (14) мая 1874 года в еврейской мещанской семье. В 1887 поступил учеником в Высшее художественное училище при Императорской Академии Художеств в Санкт-Петербурге. Учился  на архитектурном отделении, занимался в мастерской профессора А. О. Томишко. В 1899 году окончил Академию искусств в Петербурге. По окончании получил звание художника-архитектора (1899).
Вернувшись в Одессу, работал архитектором — в начале XX века был архитектором при Управлении синагог и молитвенных домов Одессы; в 1910—1914 годах имел частную практику. В 1910 году — член распорядительного комитета «Фабрично-заводской, промышленно-художественной и сельскохозяйственной выставки 1910 года в Одессе».
С 1918 по 1930 год преподавал проектирование в политехническом институте и строительном техникуме, с 1923 года заведовал кафедрой строительного искусства Одесского политехнического института — профессор. С 1930 года руководил кафедрой архитектурного проектирования Одесского инженерно-строительного института.
Во время Великой Отечественной войны был эвакуирован в Оренбург, где продолжал работать по специальности. Опубликовал около 40 научных трудов, статей по архитектуре и педагогической тематике. 

## Избранные работы

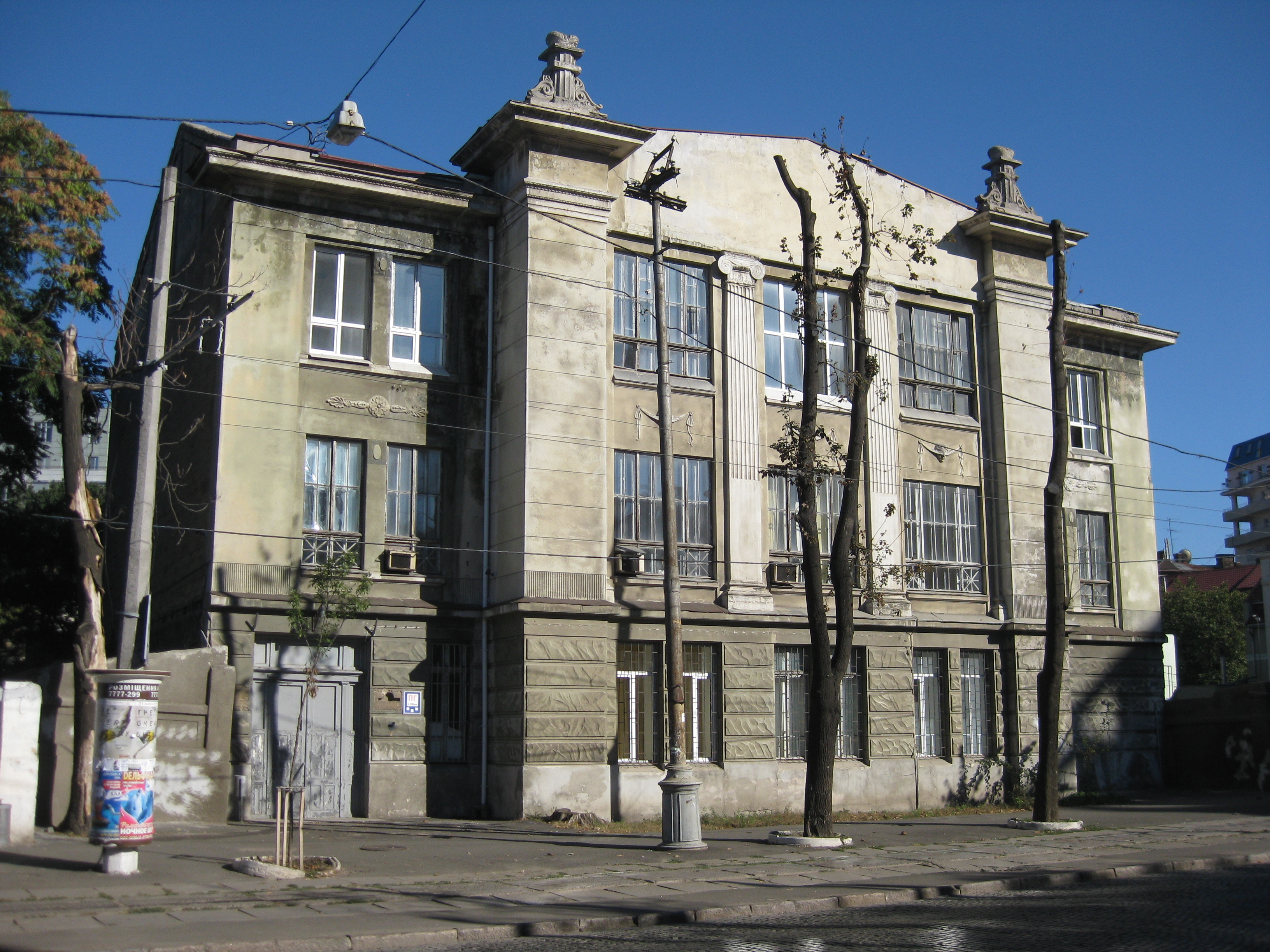
Французский бульвар, 1а

- Дом Гецович-Миркиных (в соавторстве с архитектором А. Минкусом) (Киев, бульвар Тараса Шевченко, 7)
- Здание "Общества приказчиков-евреев и зала «Унион», Одесса, ул. Троицкая (1890—1893 и 1912—1914), совместно с А. Р. Рейхенбергом;
- перестройка здания Одесского русского театра (совместно с Л. Ф. Прокоповичем, 1909);
- перестройка дома Маврокордато. Одесса, ул. Ришельевская, 12 (1899—1900, совместно с Ю. М. Дмитренко; по некоторым данным не участвовал)
- доходный дом Озмидова, Одесса, ул. Маразлиевская, 4 (1899, совместно с Ю. М. Дмитренко),
- перестройка гостиницы «Лондонская», Приморский бульвар (1899—1900, совместно с Ю. М. Дмитренко);
- Мемориал жертвам погрома 1905 года на втором Еврейском кладбище, Одесса
- перестройка здания «Паласт Отеля» (в соавторстве с А. Минкусом), Киев, Бибиковский бульвар (1910—1911/12);
- Костёл Воздвижения Святого Креста в Фастове — руководство строительством;
- Дом Е. А. Манова (Киев, ул. Саксаганского, 34), 1912
- Дом Я. Л. Полякова (Киев, ул. Грушевского, 22), 1914;
- Дом съездов мировых судей (Французский бульвар, 1а, Одесса), 1914;
- Школа Столярского, Одесса, Сабанеев мост, 1 (1938—1939).

## Семья
- Жена (с 1901 года)[2] — Елена Борисовна Троупянская (урождённая Минкус, 1874—1965), сестра архитектора А. Б. Минкуса.[3]
  - Сын — архитектор и гражданский инженер Борис Фёдорович Троупянский (1906—1983).
- Брат — Яков Абрамович Троупянский (1878—1955), скульптор и художник-прикладник.
- Племянники — учёный в области холодильной техники Борис Адольфович Минкус, архитекторы Яков Осипович Рубанчик и Михаил Адольфович Минкус.